# Автошлях Т 0437
Автошля́х Т 0437 — автомобільний шлях територіального значення у Дніпропетровській області. Пролягає територією Верхньодніпровського району від Верхньодніпровська до перетину з Н08. Загальна довжина — 2,7 км.

## Маршрут
Автошлях проходить через такі населені пункти:
| Автошлях Т 0437           |        |
| Дніпропетровська область  |        |
| Верхньодніпровський район |        |
| Верхньодніпровськ         |        |
| Н08                       | Т 0429 |